# Laouamra
Laouamra (en àrab العوامرة, al-ʿWāmra; en amazic ⵍⵄⵡⴰⵎⵔⴰ) és una comuna rural de la província de Larraix, a la regió de Tànger-Tetuan-Al Hoceima, al Marroc. Segons el cens de 2014 tenia una població total de 40.605 persones.